# 김민준 (1994년 3월)
김민준(한국 한자: 金敏俊, 1994년 3월 22일 ~ )은 대한민국의 축구 선수이다. 포지션은 수비수이고 현재 K3리그의 김해시청 축구단 소속이다. 개명 전 이름은 김대호였다.